# Giljákok
A gilják nép, más néven nyivhek Szibéria egyik őslakos népe, akik az Amur deltájánál, illetve a Szahalin szigeten élnek kisebb számban. Önelnevezésük nyivh, a giljákot a szomszédos mandzsu népek adták nekik, melynek jelentése: Nagy (evezős) hajókat használó emberek.
Számuk a történelem folyamán nem változott jelentősen, egy 1897-es felmérés szerint 4548-an voltak, egy 1989-es szerint 4673, míg egy 2002-es népszámlálás során 5287 (egyes források szerint csak 5162) fő vallotta magát nyivhnek. Bár számuk még a szovjet időszak alatt is nőtt, ugyanakkor az anyanyelvüket használók száma jelentősen lecsökkent (1897~99,6%; 1989~23,3%; 2002~10%).

## Nyelvük
A nyivh nyelv két fő- és több szubdialektusra oszlik. A két főbb nyelvjárás az Amur folyó környékén beszélt, illetve a Szahalin-szigeten beszélt, mely 3 további dialektusra: keletire, északira és délire (egyesek szerint csak kettőre, keletire és északira) tagolódik. Az Amur folyó mellett és a Szahalin (ami az ő nyelvükön: Yh-mif) keleti részén beszélt nyelvjárás áll egymástól a legmesszebb mind morfológiailag, mind lexikailag, és valahol a kettő között helyezkedik el az északi, illetve déli nyelvjárás a kölcsönös érthetőség szempontjából. Lakóhelyüknek megfelelően önelnevezésük is változik, a kontinentális giljákok csak nivh-ként emlegetik magukat, míg a Szahalinon élők elnevezése n'ivghn/n'igvn élőhelyüktől függően. Ez persze további tagolódást is mutathat, például a Chom folyó mellett élők neve Chombing (emberek a Chom folyónál) vagy Mybing (emberek a My folyónál).
Nyelvük besorolása vitatott. A legtöbbször a paleoszibériai nyelvek közé sorolják, bár ezt jobbára csak földrajzi szempontok alapján teszik, ugyanakkor mutat némi rokonságot a csukcsi, korják, itelmen stb. nyelvekkel; újabban szokás inkább elszigetelt nyelvként emlegetni.
Hatással voltak nyelvükre a környező népek, szomszédaik, az ulcsák, nanajok, evenek, ajnuk stb., de újabban a legerősebb hatása vitathatatlanul az orosz nyelvnek van.
A nyivh agglutináló és szintetikus nyelvi tulajdonságokat is mutat. A szavaknál a hangsúly nem kötött, és gyakran jelentésbeli megkülönböztetésre is használják. A szófajok nem különülnek el élesen, például nincsenek melléknevek, helyettük különböző, a cselekvés minőségét kifejező igék vannak. Az Amur vidéki dialektusban a főnevek, névmások személyének és számának 8 esete, míg a kelet-szahaliniban 7 esete van. Egyszerű mellékmondatok dominálnak az összetett mondatok helyett. Nincs bizonyíték a gilják nyelv egykori inkorporáló jellegére. A nyelv alap szórendje alany-tárgy-állítmány (SOV).

## Írásbeliség
Az első ábécét a nyelv számára valamikor az 1880-as években teremtette meg Alekszandr Protogyjakonov, melyet még oktattak is 1895 és 1905 között. Majd 1931–1953 között megalkottak egy latin betűs ábécét is, melyen még újság is jelent meg a Nyivh Igazság (Nivhgn Mykyr Klaj-dif) címmel.
Később cirillre váltottak, aztán nem is oktatták az oroszosítás folyamata alatt; a kommunista rendszer összeomlása után azonban újra elkezdték az alsóbb osztályokban tanítani a nyelvet.